# Al Jazeera Sports +2
Al Jazeera Sports +2 – płatny kanał sportowy nadający z Kataru. Stacja nadaje Puchar UEFA, hiszpańską Primera División oraz włoską Serie A.